# Tituly a vyznamenání Jamese Stavridise

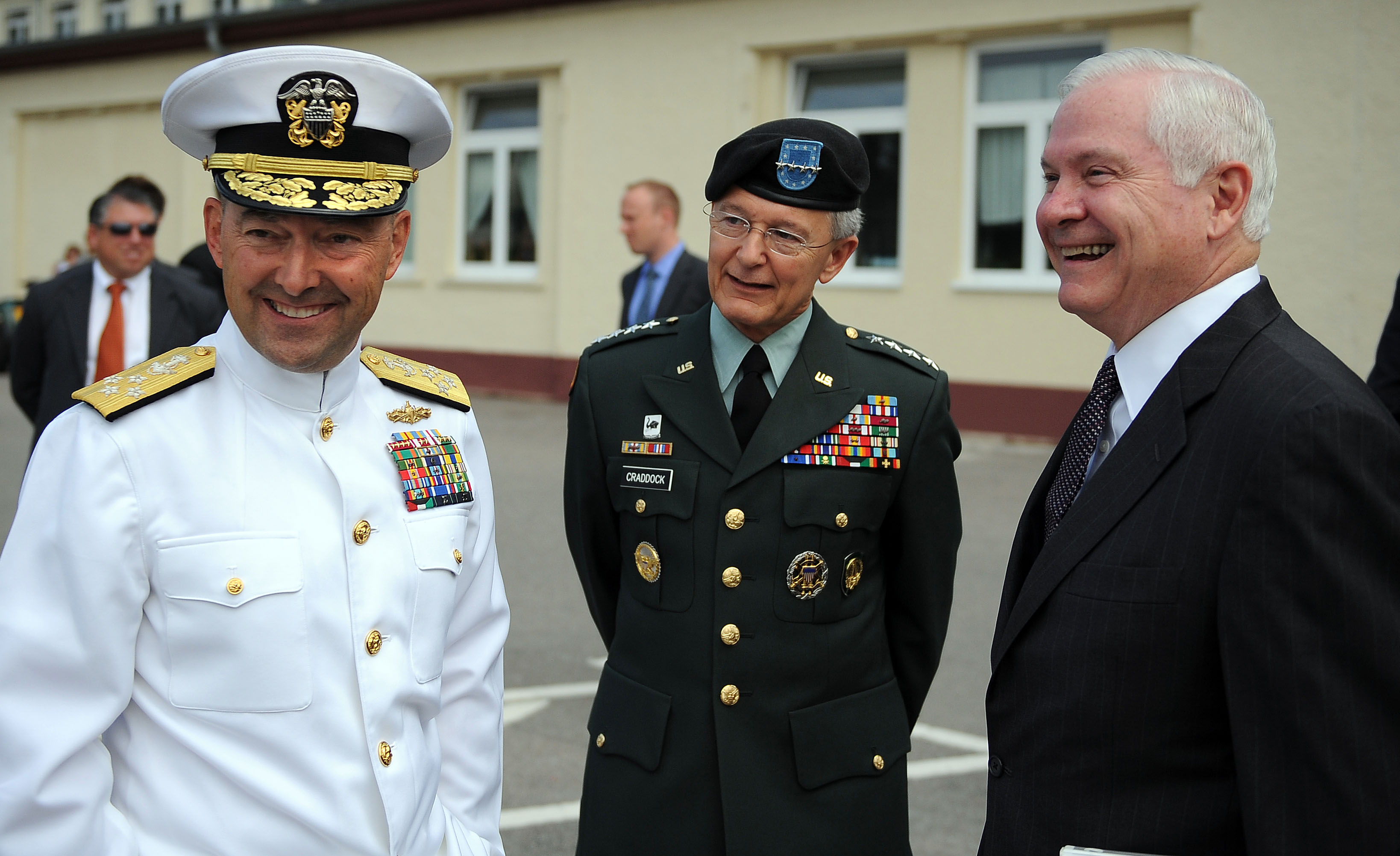
J. G. Stavridis (vlevo) v uniformě zdobené stuhami vyznamenání

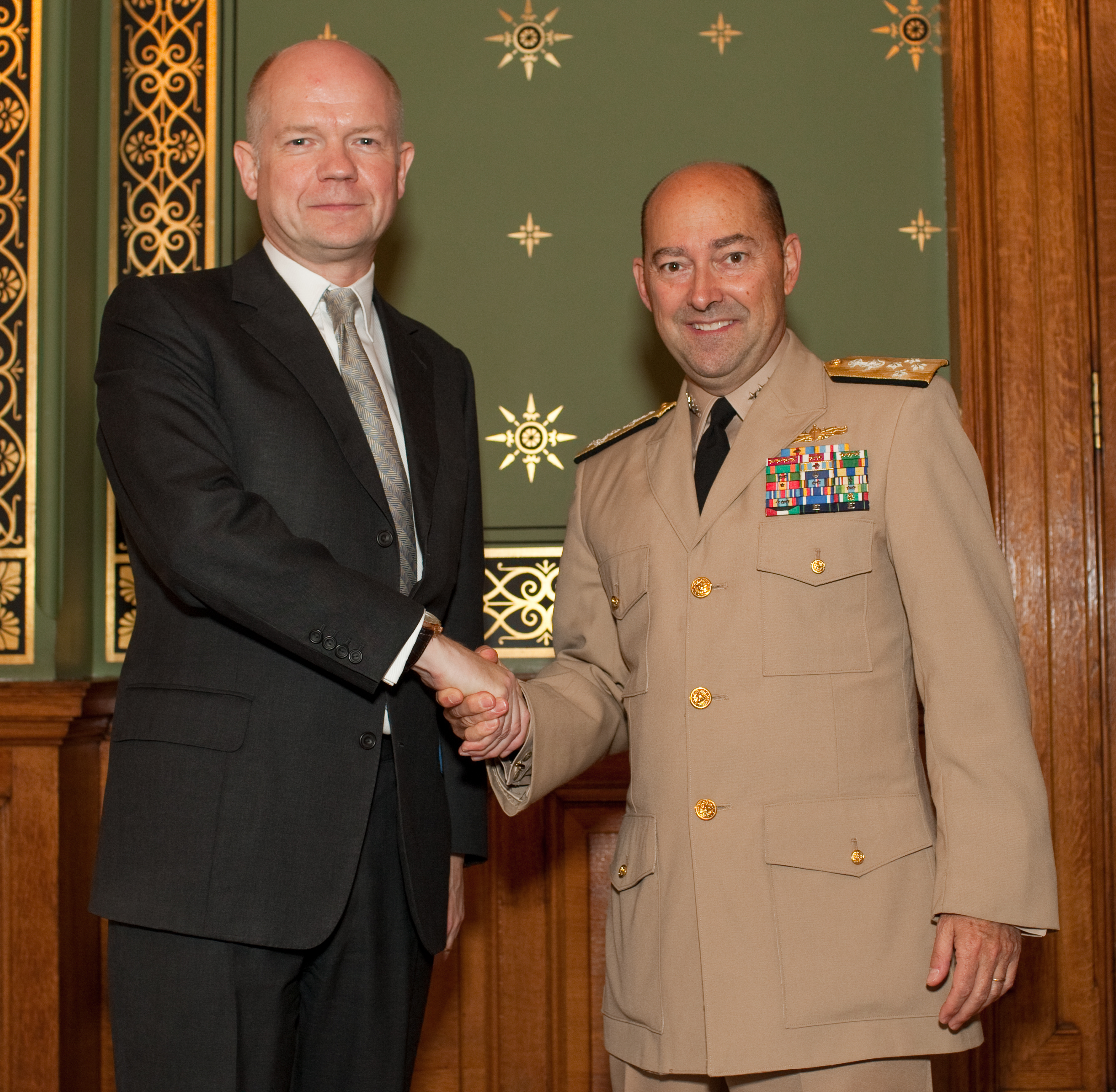
Britský ministr zahraničí William Hague s admirálem J. G. Stavridisem, 2010

James George Stavridis, bývalý americký admirál, obdržel během svého života řadu amerických i zahraničních řádů a medailí.

## Vyznamenání

### Americká vyznamenání
- Surface Warfare Officer Badge
- Defense Distinguished Service Medal s bronzovým dubový listem
- Navy Distinguished Service Medal
- Defense Superior Service Medal
- Legion of Merit se čtyřmi zlatými hvězdičkami
- Medaile za vzornou službu se dvěma zlatými hvězdičkami
- Joint Service Commendation Medal
- Navy Commendation Medal se třemi zlatými hvězdičkami
- Navy Achievement Medal
- Joint Meritorious Unit Award s bronzovým dubovým listem
- Navy Unit Commendation
- Navy Meritorious Unit Commendation se dvěma bronzovými služebními hvězdičkami
- Navy E Ribbon s wreathed battle E device
- Expediční medaile námořnictva
- Medaile za službu v národní obraně se dvěma bronzovými služebními hvězdičkami
- Expediční medaile ozbrojených sil s bronzovou služební hvězdičkou
- Medaile za službu v jihozápadní Asii
- Expediční medaile globální války proti terorismu
- Služební medaile globální války proti terorismu
- Služební medaile ozbrojených sil se dvěma bronzovými hvězdičkami
- Navy Sea Service Deployment Ribbon s jednou stříbrnou a dvěma brnozovými hvězdičkami
- Navy and Marine Corps Overseas Service Ribbon  s bronzovou služební hvězdičkou
- Navy Expert Rifleman Medal
- Navy Expert Pistol Shot Medal

### Zahraniční vyznamenání
- Albánie
  -  Medaile vděčnosti
- Argentina
  -  Námořní záslužný řád
- Belgie
  -  velkokříž Řádu koruny
- Brazílie
  -  velkodůstojník Námořního záslužného řádu
- Dominikánská republika
  - Velký kříž
- Estonsko
  -  Řád orlího kříže I. třídy[1]
- Francie
  -  komandér Řádu čestné legie
- Gruzie
  -  Řád Vachtanga Gorgasaliho I. třídy[2]
- Guatemala
  -  Námořní kříž národní obrany
- Chile
  - Kříž vítězství[3]
- Chorvatsko
  -  Řád knížete Trpimira
- Itálie
  -  velkokříž Řádu zásluh o Italskou republiku
- Kolumbie
  -  Námořní záslužný řád admirála Padilly
- Kuvajt
  -  Medaile za osvobození Kuvajtu
- Litva
  -  komtur Řádu za zásluhy
- Lotyšsko
  -  Čestná medaile uznání[4]
- Lucembursko
  -  velkodůstojní Řádu za zásluhy Lucemburského velkovévodství
- Maďarsko
  -  komtur s hvězdou Záslužného řádu Maďarské republiky
- Německo
  -  velký záslužný kříž s hvězdou Záslužného řádu Spolkové republiky Německo[5]
- Nizozemsko
  -  Inaugurační medaile krále Viléma Alexandra
- Peru
  -  velkokříž Řádu peruánského kříž námořních zásluh s bílou stuhou[6]
- Polsko
  -  komtur Řádu za zásluhy Polské republiky – udělil prezident Bronisław Komorowski za vynikající službu při rozvoji vojenské spolupráce v rámci NATO a za podporu transformace polských ozbrojených sil[7]
- Portugalsko
  -  Medaile za vojenské zásluhy
- Rumunsko
  -  Čestný odznak generálního štábu Rumunska
- Řecko
  -  velkokříž Řádu Fénixe
  - Kříž zásluh a cti I. třídy ministerstva obrany
- Saúdská Arábie
  -  Medaile za osvobození Kuvajtu
- Slovinsko
  -  Medaile za mezinárodní spolupráci I. třídy

### Ostatní ocenění
- NATO
  -  Pochvalná služební medaile NATO
  -  Medaile NATO za Jugoslávii
- Distinguished Graduate Leadership Award – Naval War College, 2007[8]
- Interpid Freedom Award – Intrepid Sea, Air & Space Museum, 2011[9]
- David Sarnoff Award – AFCEA International, 2011[10]
- Alfred Thayer Mahan Award for Literary Achievement – Navy League of the United States, 2011
- Henry M. Jackson Distinguished Service Award – Jewish Institute for National Security of America, 2011[11]
- Distinguished Military Leadership Award – Atlantická rada, 2011[12]
- Eisenhower Award – Business Executives for National Security, 2012[13]
- 33rd Annual Homeric Award – Chian Federation, 2012[14]
- Distinguished Ally of the Israel Defense Forces Award – 11. dubna 2013
- Pragmatist + Idealist Award – The Stimson Center, 2013
- Lifetime Achievement Award – Alpha Omega Council, 2015[15]
- Distinguished Sea Service Award – Naval Order of the United States, 2015[16]
- Building Bridges Award – The Truce Foundation of the USA, 2016[17]
- Dr. Jean Mayer Global Citizenship Award – Institute for Global Leadership, Tufts University, 2017
- Award for Leadership in Development – Society for International Development, 8. prosince 2017